# Saint-Maugan
Saint-Maugan är en kommun i departementet Ille-et-Vilaine i regionen Bretagne i nordvästra Frankrike. Kommunen ligger i kantonen Saint-Méen-le-Grand som tillhör arrondissementet Rennes. År 2022 hade Saint-Maugan 518 invånare.

## Befolkningsutveckling
Antalet invånare i kommunen Saint-Maugan
Referens:INSEE